# World Poker Tour Saison 19
La saison 19 du World Poker Tour (WPT) est un tournoi de poker qui se tient en 2021.

## Résultats

### WPT Cambodge
Reporté,

### WPT Australie
Reporté

### WPT Nagaworld Asia Pacific Championship
- Casino : Nagaworld, Phnom Penh,  Cambodge[4]
- Prix d'entrée : 3 500 $[4]
- Date : Du 5 au 18 mai 2021[4]
- Nombre de joueurs :
- Prize Pool :
- Nombre de places payées :

| Place | Nom | Prix |
| ----- | --- | ---- |
| 1er   |     |      |
| 2e    |     |      |
| 3e    |     |      |
| 4e    |     |      |
| 5e    |     |      |
| 6e    |     |      |